# 掃除戰隊Clean Keeper
《掃除戰隊Clean Keeper》是日本Idea Factory、Lupinus所發售的Wii以及PlayStation 2平台遊戲軟體。

## 概要
《掃除戰隊Clean Keeper》是日本Idea Factory、Lupinus於2008年4月24日發售的戀愛冒險遊戲，這一部是Lupinus的第一部作品，也是在Wii遊戲機上的第一款美少女遊戲。於2009年10月1日發行PlayStation 2版《掃除戰隊Clean Keeper H》（お掃除戦隊くりーんきーぱーH（ - はいぱ〜）），並且加入了新角色以及遊戲系統。
玩家扮演主角源九朗，在校內搜尋可能成為掃除戰隊的隊員的女孩子和搭檔的掃除精靈。途中遇到特殊事件時切換到行動模式可以得到道具。
行動模式過關後則會顯示「獎勵CG」，在Wii的所有遊戲當中描寫性的要素比較多，因此被戲稱為Wii平台的成人遊戲。

## 故事簡介
就讀高天原高中的主角源九朗在打掃走廊時，遇到了掌管掃除的精靈瑪莉。美化委員長九朗為了對抗污染學園的邪惡組織哥瓦爾斯基（ゴワルスキー），必須尋找總共五名的掃除戰隊Clean Keeper（くりーんきーぱー）的隊員，並且與掃除精靈簽訂契約，背負著阻止哥瓦爾斯基組織繼續污染學校，就這樣九朗開始搜尋Clean Keeper隊員以及掃除精靈……。

## 登場人物
源 九朗（聲優：代永翼）
本作品主角。就讀高天原高中二年級。被任命為Clean Keeper的隊長之前過著平凡的學生生活。但是決定班級委員的那一天正好缺席的緣故，被任命為美化委員長，不過他並不討厭掃除。個性認真但是總是嫌其他人麻煩，對自己的身高非常在意。

### 掃除戰隊
春日野 麻里子（聲優：庄子裕衣）
就讀二年級，17歲，與九朗同班的青梅竹馬。個性開朗又愛管閒事，但是不喜歡強出頭。不擅長接觸九朗以外的異性。興趣是製作甜點。
夏川 京子（聲優：田村由香里）
就讀二年級，17歲，麻里子的好朋友，參加演劇社。個性有點天然呆，由於個性的緣故成績也不太好。
秋葉 瑠璃（聲優：中原麻衣）
就讀一年級，16歲，參加游泳社。個性像男孩子一樣行動力旺盛。對可愛的東西沒有抵抗力，特別是精靈拉碧絲柔軟的臉頰。
冬杜 晶（聲優：酒井香奈子）
就讀三年級。18歲。運動神經非常好。個性坦率的女孩子。雖然是裡面年紀最大的，但是跟九朗一樣個子不高，討厭被說成像小孩子一樣。
倉木 文繪（聲優：高橋美佳子）
就讀一年級，16歲。個性膽怯不擅長與別人說話。經常不去上課而待在圖書館自習，成績是全年級最高的。喜歡狹窄的地方。
由於甜點的誘惑而加入哥瓦爾斯基幹部，但是後來背叛了哥瓦爾斯基而成為Clean Keeper的一員。

### 掃除戰隊的精靈
瑪莉（聲優：原阿久美）
麻里子的掃除精靈，是九朗最早遇到的掃除精靈。不管遇到任何事情總是全力以赴，不過有時候不會通知。
坎恩（聲優：平山緣）
京子的掃除精靈。與搭檔京子個性相反，對京子的我行我素的性格顯得焦躁。討厭被說成是「羽蝨」。
拉碧絲（聲優：藍川千尋）
瑠璃的掃除精靈。在九朗等人發現之前與琉璃相遇並且簽訂契約。與琉璃有強烈的信賴關係。個性非常認真，但是會漏掉重要的部分。
亞莉亞（聲優：雪野梨沙）
晶的掃除精靈。個性活力充沛而且好奇心旺盛。對晶相近的人總是意氣投合。
阿妮亞
文繪的掃除精靈。說話方法像中國人一樣為特徵。個性有時候少一根筋，經常忽略掉周圍的狀況。與亞莉亞特別要好。

### 哥瓦爾斯基
女王
掌管哥瓦爾斯基的最高層的不明人物。為了征服世界的第一步，策劃汙染高天原高中各個角落，達到無法打掃的地步。
屬下1號（聲優：磯村知美）
其他學校的女學生，穿著防寒衣的哥瓦爾斯基成員。闖入高天原高中，到校內散佈著垃圾。
本名是澀谷 廣子，討厭使用本名而自稱「屬下1號」。
屬下2號（聲優：古侯麻彌）
其他學校的女學生，Gal風格的哥瓦爾斯基成員。與1號同樣闖入高天原高中使用油漆塗鴉。
本名是佐久間 春香，不過與1號同樣討厭使用本名而自稱「屬下2號」。

### 其他人物
保田 百合
高天原高中的保健老師，兼美化委員會的顧問。因為美麗又大方的性格，受到校內的男學生熱烈的歡迎。

## 主題曲
原聲音樂由sweeprecord發行於2008年5月14日發售（SRIF-1006）。
片頭曲
歌： feat.TECHNO RIDER TAMMY、作詞：Nima（LILT RECORD）、作曲編曲：佐宗綾子
片尾曲
歌： feat.TECHNO RIDER TAMMY、作詞：Nima（LILT RECORD）、作曲編曲：佐宗綾子

## 廣播劇
以《Clean Radio -Clean Keeper的廣播開始了-》（くりきんRadio -くりーんきーぱーのラヂオはじめました-）的標題在2008年4月24日遊戲發售當天播放第0回，5月8日開始隔週星期四播放。

## 外部連結
- 掃除戰隊Clean Keeper官方網站（日語）
- 廣播劇的官方網站（日語）
- 掃除戰隊Clean Keeper H官方網站（日語）